# Smoke Rise (Alabama)
Smoke Rise statisztikai település az USA Alabama államában, Blount megyében. Lakosainak száma 1661 fő (2020. április 1.).

## Népesség
A település népességének változása:

| 2010 | 1 825 |
| 2020 | 1 661 |